# Pachakutiq

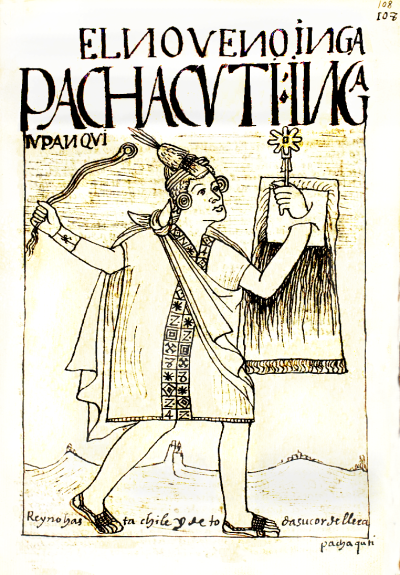
Pachakutiq målad av Guaman Poma. Texten lyder: "El Noveno Inca Pachacuti Inca Yupanqui. Reinó hasta Chile y toda su cordillera"

Pachakutiq (Quechua för han som vänder världen upp och ned eller jordbävningen), Pachacutec eller Pachakutiq Inka Yupanki var en inka. Han lät bygga Machu Picchu omkring 1440. Många menar att Pachakutiq var en skicklig ledare som i krig erövrade nya områden och expanderade riket. Han effektiviserade den militära organisationen.

## Biografi
Pachakutiq var den fjärde av Hanandynastin och son till Inka Viracocha. Han skulle komma att bli den nionde Sapa Inka. Genom sina framgångar på slagfältet kom han att utses till kronprins istället för sin äldre bror. Pachakutiq efterträddes vid sin död av sin yngsta son. Hustruns namn uppges ha varit Mama Anawarkhi eller Coya Anahurque. Pachakutiq fick två söner: Amaru Yupanqui och Tupac Inca Yupanqui. Amaru, den äldre sonen, valdes ursprungligen till medregent och eventuell efterträdare. Pachacutiq ändrade sig dock senare och valde Tupac, eftersom Amaru inte utvecklades till krigare. 

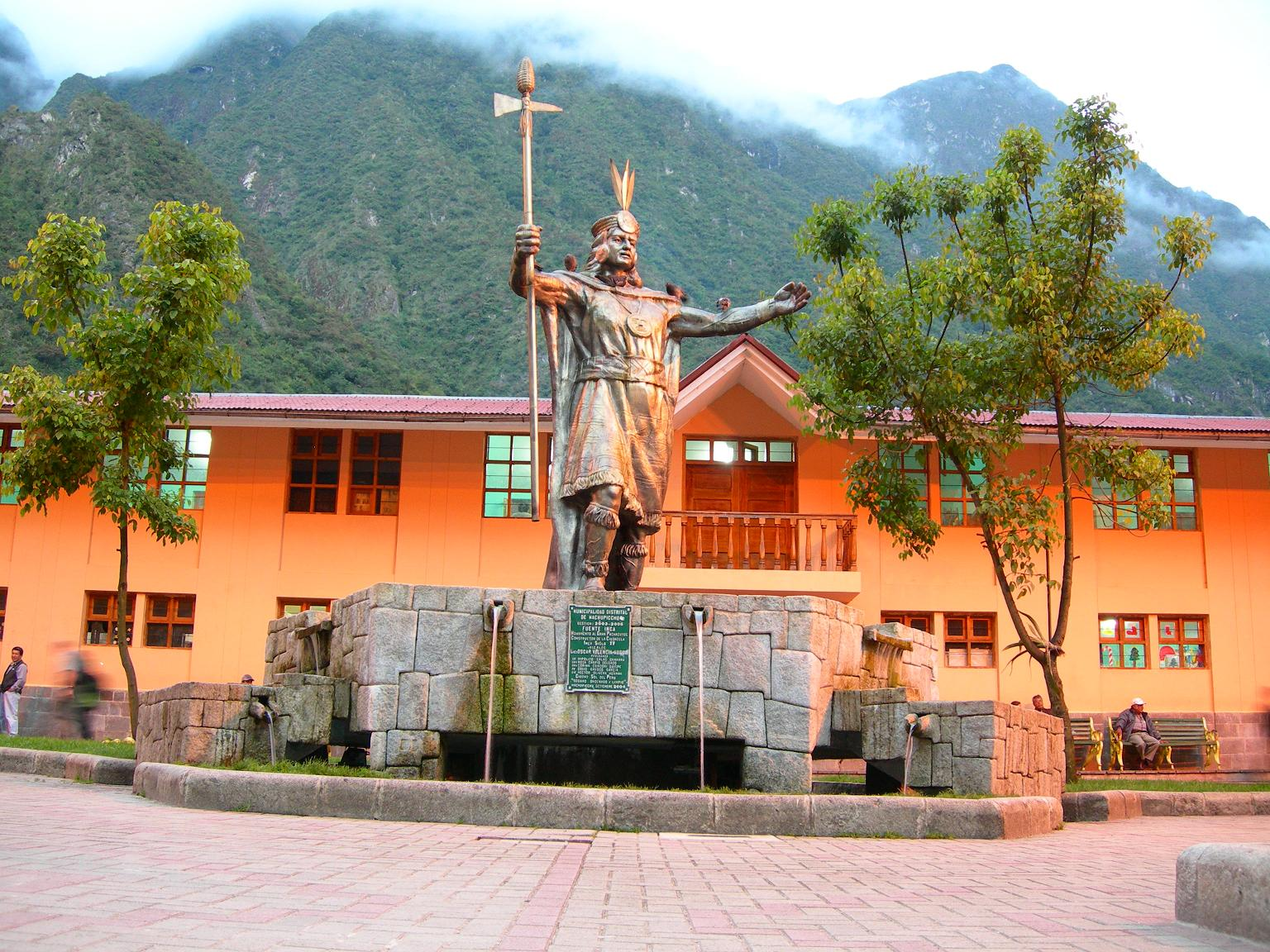
Staty av Pachacutiq i Machupicchu Pueblo i Peru.

## Eftermäle
Pachakutiq betraktades av vissa som inkarikets räddare, medan andra såg honom som en arrogant och olydig yngling, som stal kronan från sin företrädare.
Machu Picchu har antagits datera sig till Pachacutiqs tid. Som poet blev han attribuerad ett poem av Pedro Sarmiento de Gamboa på dennes dödsbädd: 
"Jag föddes som en lilja i trädgården, och som en sådan växte jag upp, och när jag kom till åren/ blev jag gammal och skulle dö, och på samma sätt vissnade jag och dog."
Pachacutiq betraktas som en nationalhjälte i Peru. Under 2000 års presidentkandidatsval gav  mestis-befolkningen Alejandro Toledo smeknamnet Pachacuti.
|  |  |  |